# Bernard Coffi Adanhokpe
Pour les articles homonymes, voir Bernard.
Bernard Coffi Adanhokpe est un homme politique béninois. Membre du parti Bloc Républicain, Il est maire de la commune de Comè situé dans le département du Mono au sud-ouest du Bénin.

## Biographie

### Enfance, Education et Débuts
Titulaire d'une maitrise en sociologie, Bernard Coffi Adanhokpe a été directeur d'ecole. Il devient maire en succedant à Pascal Coffi Hessou.

### Carrière
Coffi Bernard Adanhokpe a été installé par ZINSOU Komlan Sènan Sèzro, préfet du département du Mono à la suite des élections de mai 2020. Il a été désigné président du conseil communal par ses pairs et conformément à l'article 16 de la loi N°97-029 du 15 janvier 1999 portant organisation des communes en République du Bénin. Ce conseil est composé de 19 membres,,,,.

### Siège national du parti politique de Bernard Coffi Adanhokpe

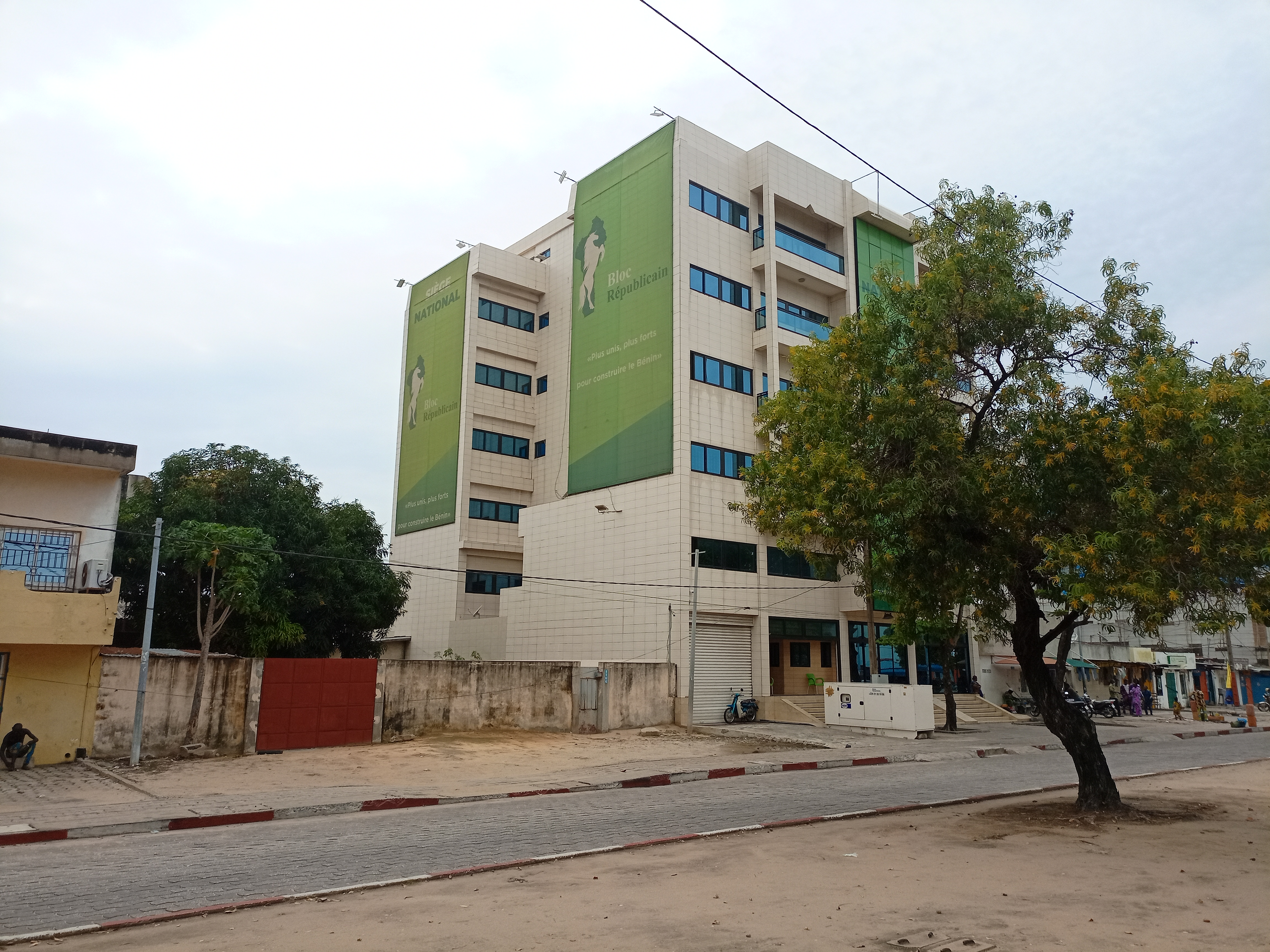
Siège national du parti politique Bloc Républicain du Bénin vue de loin

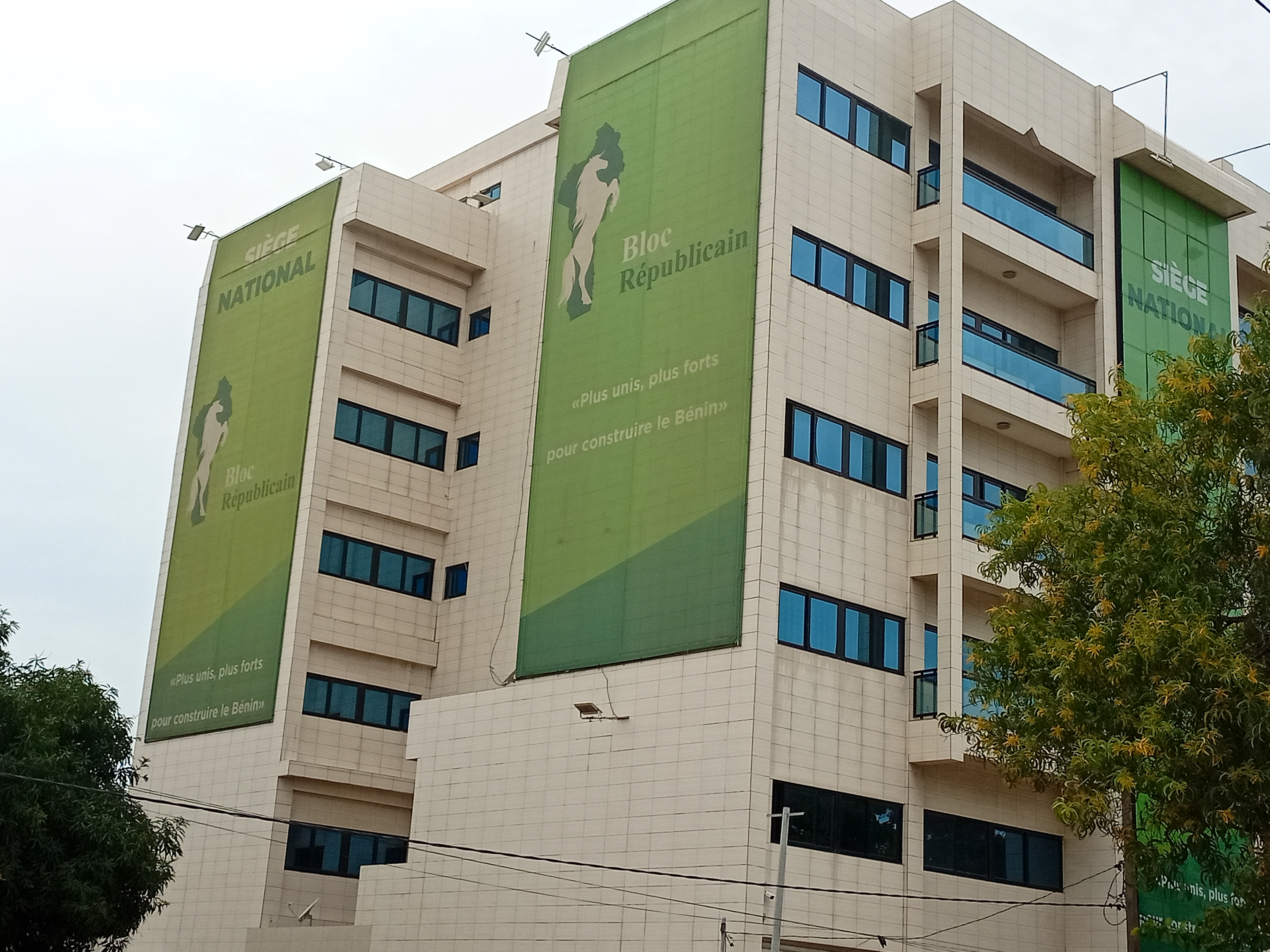
Siège national du parti politique Bloc Républicain du Bénin